# Guasaganda
Guasaganda es una parroquia ubicada en el cantón La Maná, provincia de Cotopaxi, en Ecuador

## Historia
En 1965, se crearon en el centro de la ciudad varias organizaciones y antiguas cooperativas agrícolas con el objetivo de recuperar los terrenos baldíos del antiguo IERAC. El 25 de mayo de 1976 fue transferida a la jurisdicción del Cantón Pujilí, independizándose de la muy lejana Parroquia Chugchilán, a la que pertenecía en ese momento. A primera vista es una de las diócesis del estado La Maná, fundada en 1986 junto con Juan Cobo, El Triunfo, Las Palmas, Salento, Capilachico, El Copar, Cooperativa 21 de Noviembre, La Playa, Los Laureles, Floripondio, Creación El Tesoro, San Antonio de Guasaganda, San. Vicente de las Cosas, Cooperativas Guasagan; Florida, Tigre, Josephine. Los principales pobladores se agregaron Saquisilí, Latacunga, Chugchilán, Sigchos ,Quero (Tungurahua), Los Ríos y Pucayacu.

## Geografía
Guasaganda tiene una superficie de 398 km, al norte limita con la parroquia de Pucayacu, al sur con el cantón La Maná, al este con el cantón Pujilí, y al oeste con la provincia de Los Ríos.

## Turismo
La parroquia para su turismo y recreación, consta de balnearios, ríos , cabalgatas turísticas, además de expoferias ganaderas y una diversa colección de flora y fauna. Otro clave del turismo es el carnaval, que se celebra cada mes de febrero.